# 国立自然史博物館 (アメリカ)

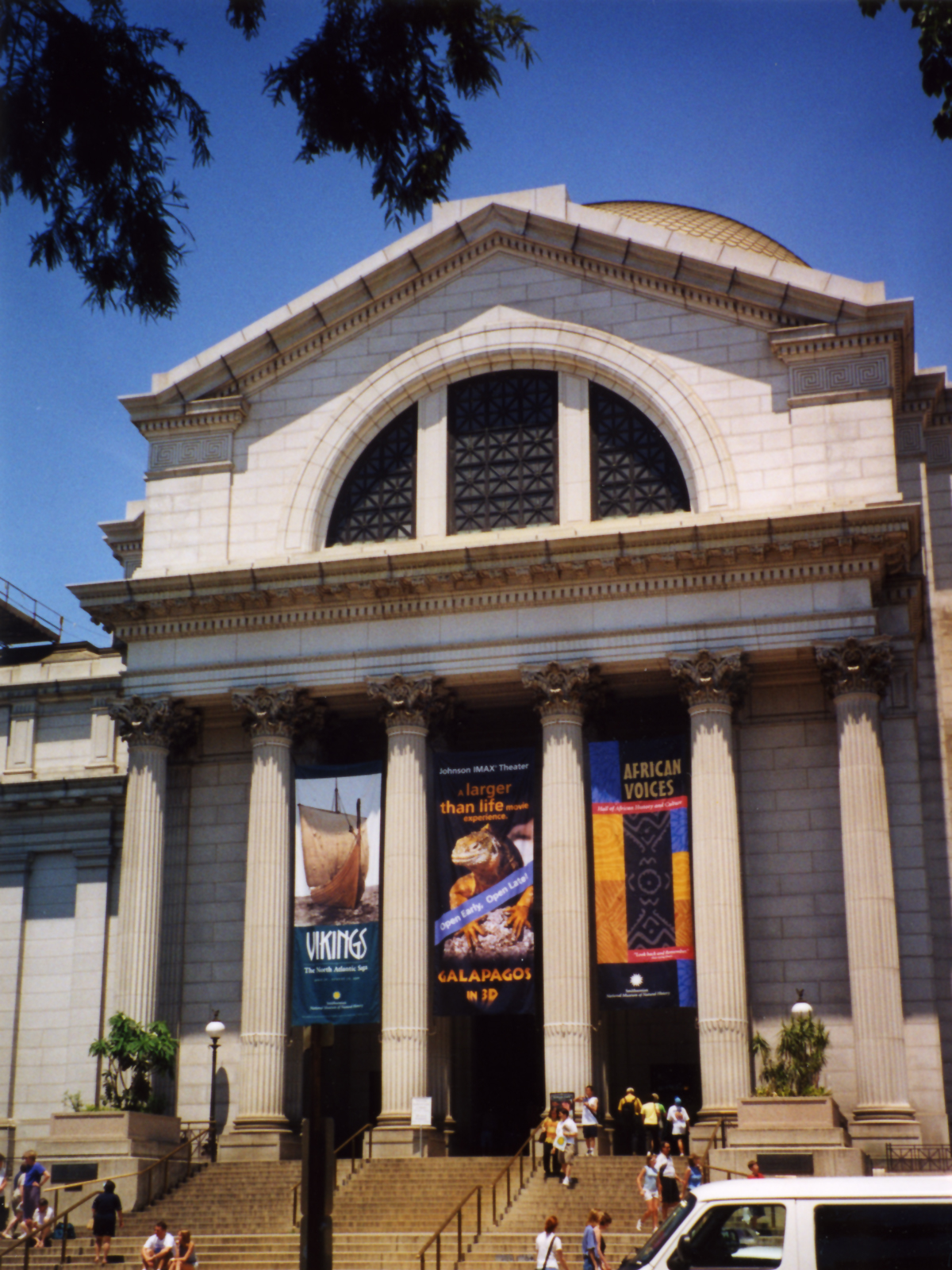
ナショナル・モール側博物館南入り口

国立自然史博物館（こくりつしぜんしはくぶつかん、英語名: National Museum of Natural History）は、アメリカ合衆国首都ワシントンD.C.にある博物館。スミソニアン博物館群の一つであり、首都中心部のナショナル・モール沿いに位置する。国立自然誌博物館と書かれることもある。英語名の頭文字をとり、NMNHと略して表示されることもある。

## 概要
博物館は植物、動物、化石、鉱石、岩石、隕石の標本や文化工芸品など、総数にしておよそ1億2千5百万個を超えるコレクションを誇る、国立の博物館である。博物館の所有物はスミソニアン協会の所有物の大半を占め、またスミソニアン博物館群の中では二番目に人気が高いとされる。また、およそ世界各国185人の自然史学者の拠点ともなっており、これは世界における自然及び文化史の研究に貢献する科学者の団体としては、最も規模の大きいものである。
博物館は1910年に、ホーンブロワー＆マーシャルによって設計され建立された建築物である。新古典主義的な建築様式で設計された建築は、1901年のマクミラン委員計画の一環として、コンスティテューション・アベニュー沿いのナショナル・モール北側に建てられた最初の建造物でもある。
開館時間は午前10時から午後5時30分まで、クリスマスを除き年中無休で運営されている。一階には観光客向けにインフォメーション・センターも設置されており、また収集品の数が膨大であることや毎年多くの新しい収集品も数多くコレクションに加えられることから、呼び物にされる展示品も期間ごとに変化する。
映画「ナイトミュージアム2」の舞台にもなった恐竜ホールは2014年からの改装工事を終え、2019年に展示を再開している。

## 展示物

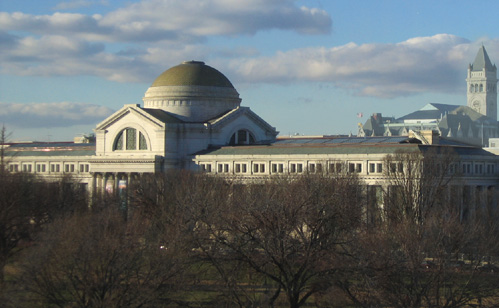
ナショナル・モールから見た博物館全景。右奥に見えるのはアメリカ旧郵便局である。

### 1階
1階（モール側入り口から）にある著名な展示物として、世界中の哺乳類の狩猟が禁じられている毛皮を展示する、ケネス・Ｅ・ベーリング哺乳類ファミリー・ホールがある。これは当時アメリカの富豪として知られていたケネス・ベーリングがスミソニアン協会に寄付したことで作られたホールであり、展示物の中には合衆国第26代大統領であったセオドア・ルーズベルトが収集したものも含まれている。更に1階に位置するものとして人気が高いのは、トリケラトプス等の恐竜の骨を展示する広間である。恐竜の展示物の近辺には地球上の生命がどのように進化していったかを詳細に説明するパネルや陳列物があり、先カンブリア時代まで遡る事が出来る。また1階には他に、欧米文化の物ではない工芸品なども多く展示されている。

### 2階
2階はジャネット・アネンバーグ・フーカー地質学ホール、宝石展示ホール等の国立宝石コレクションを有しており、展示物の中には所有すると呪い殺されてしまうという呪いの伝説で有名なホープダイヤモンドも含まれている。他には、昆虫と直接触れ合うことの出来るオーキン昆虫園などの展示物が設置されている。館内にはアイマックス社（IMAX）のオムニマックス投影システムによる映画館があり、野生生活、地理、自然史やそうした分野に関連した内容を上映している。なお、映画館は1階と2階の2つの階層に隔たっている。

### 地下階
地下にはミュージアムショップ、カフェテリア（アトリウム・カフェ）、講堂が設置されている。この階にはワシントンD.C.の中心部に主に生息している100種類以上の鳥の展示場がある。

## ギャラリー

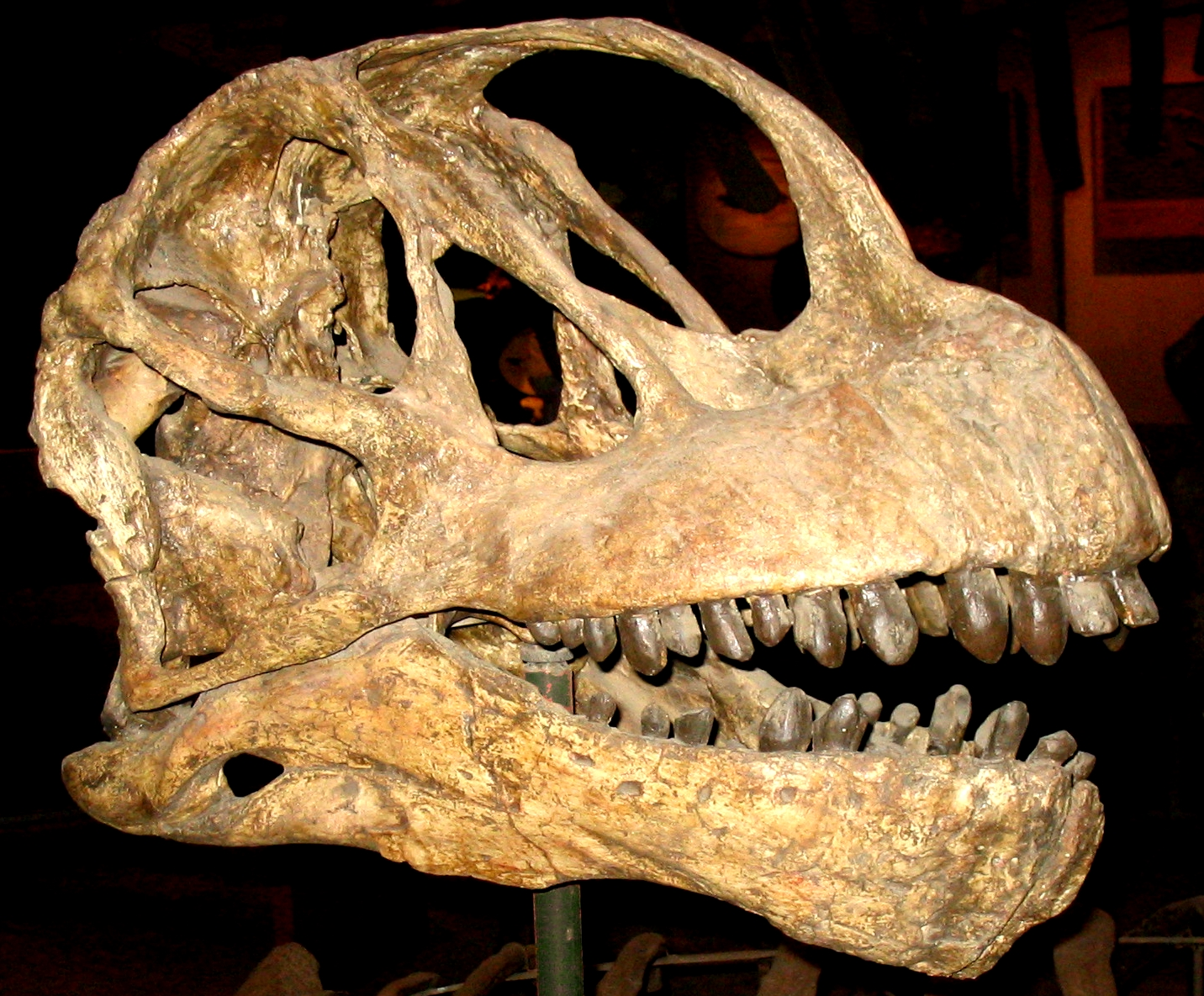
カマラサウルスの頭蓋骨。
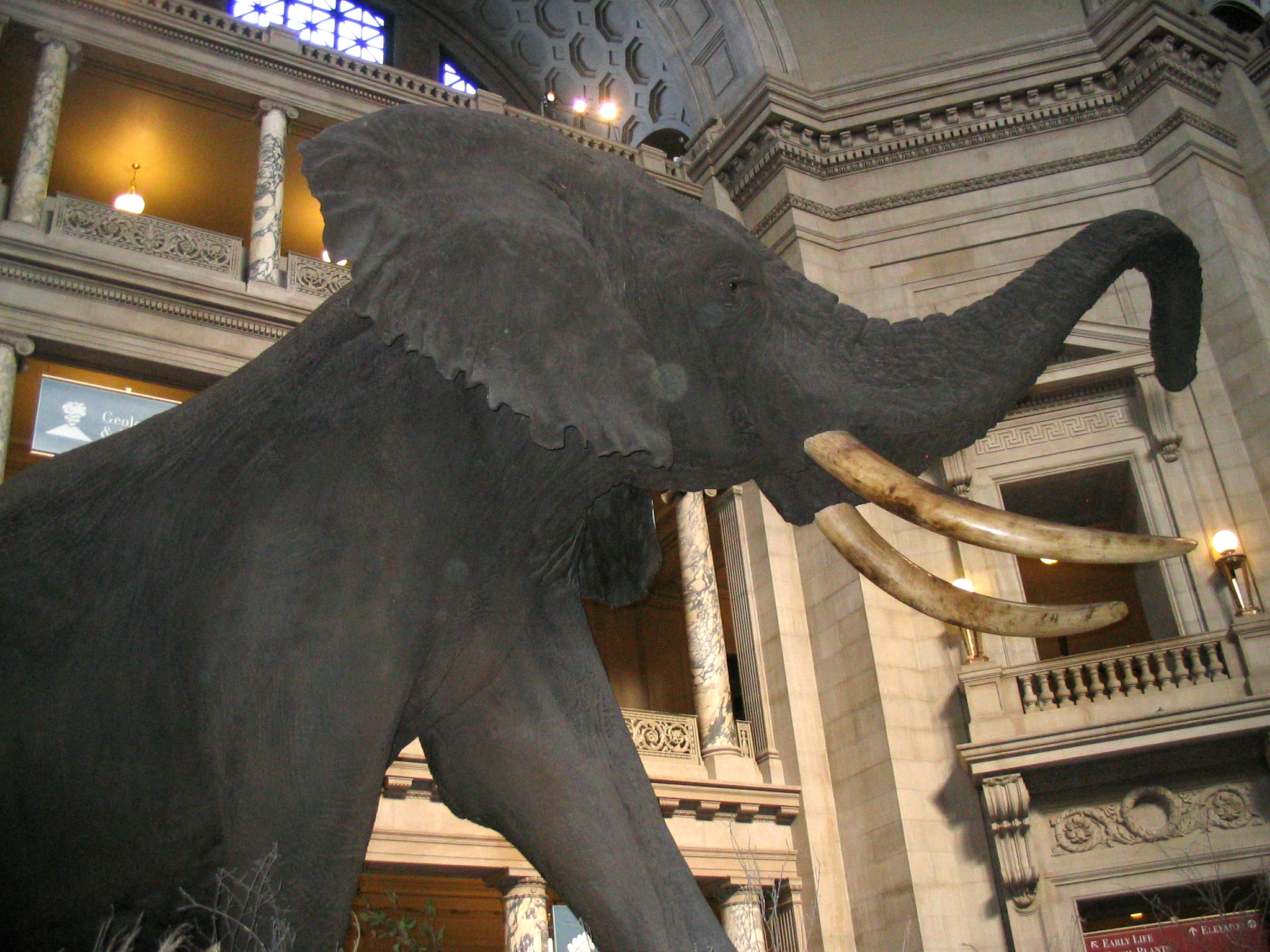
巨大な象の剥製。南入り口一階に展示されていたもの。象牙はレプリカ。
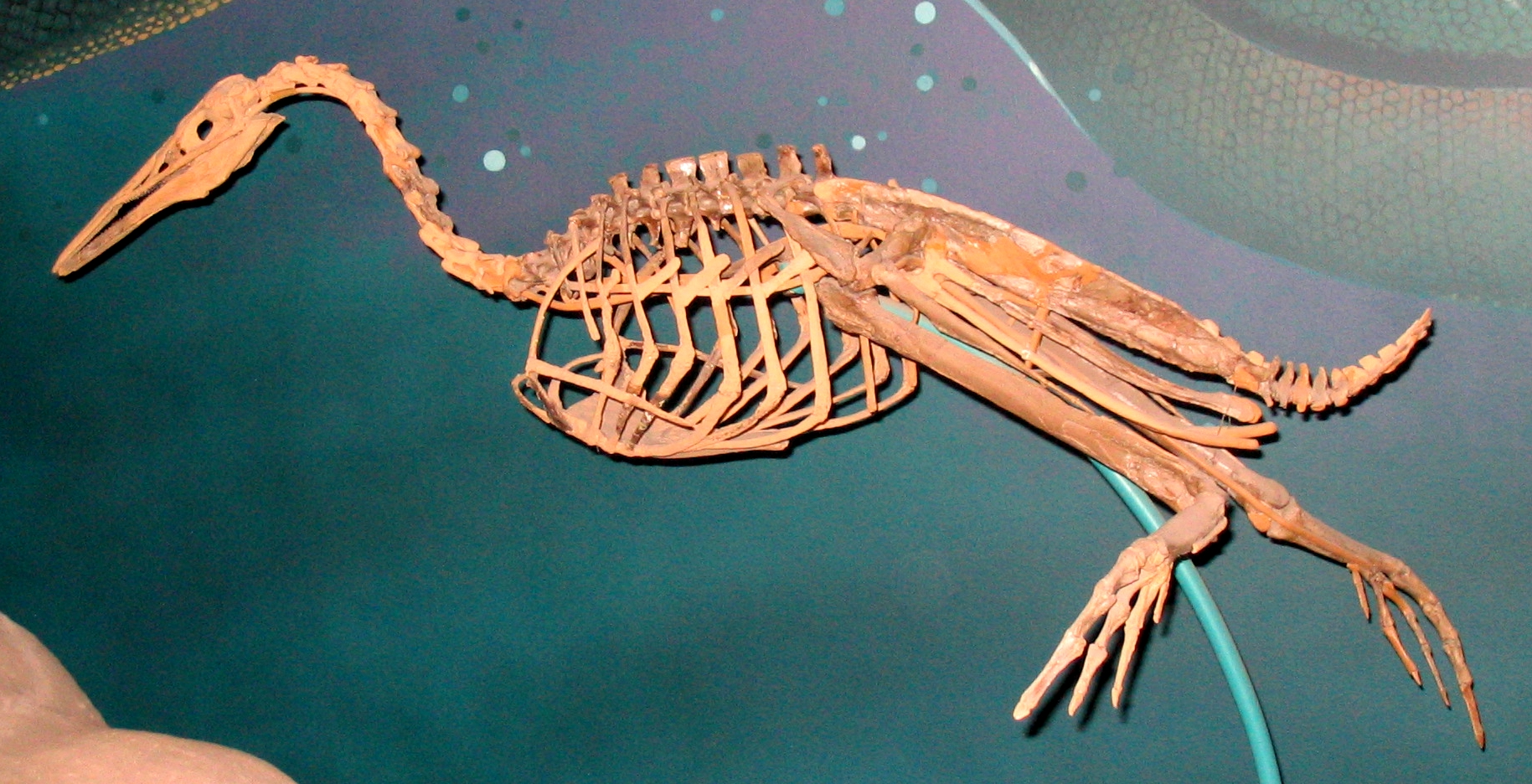
ヘスペロルニスの骨の化石。白亜紀に生息した。
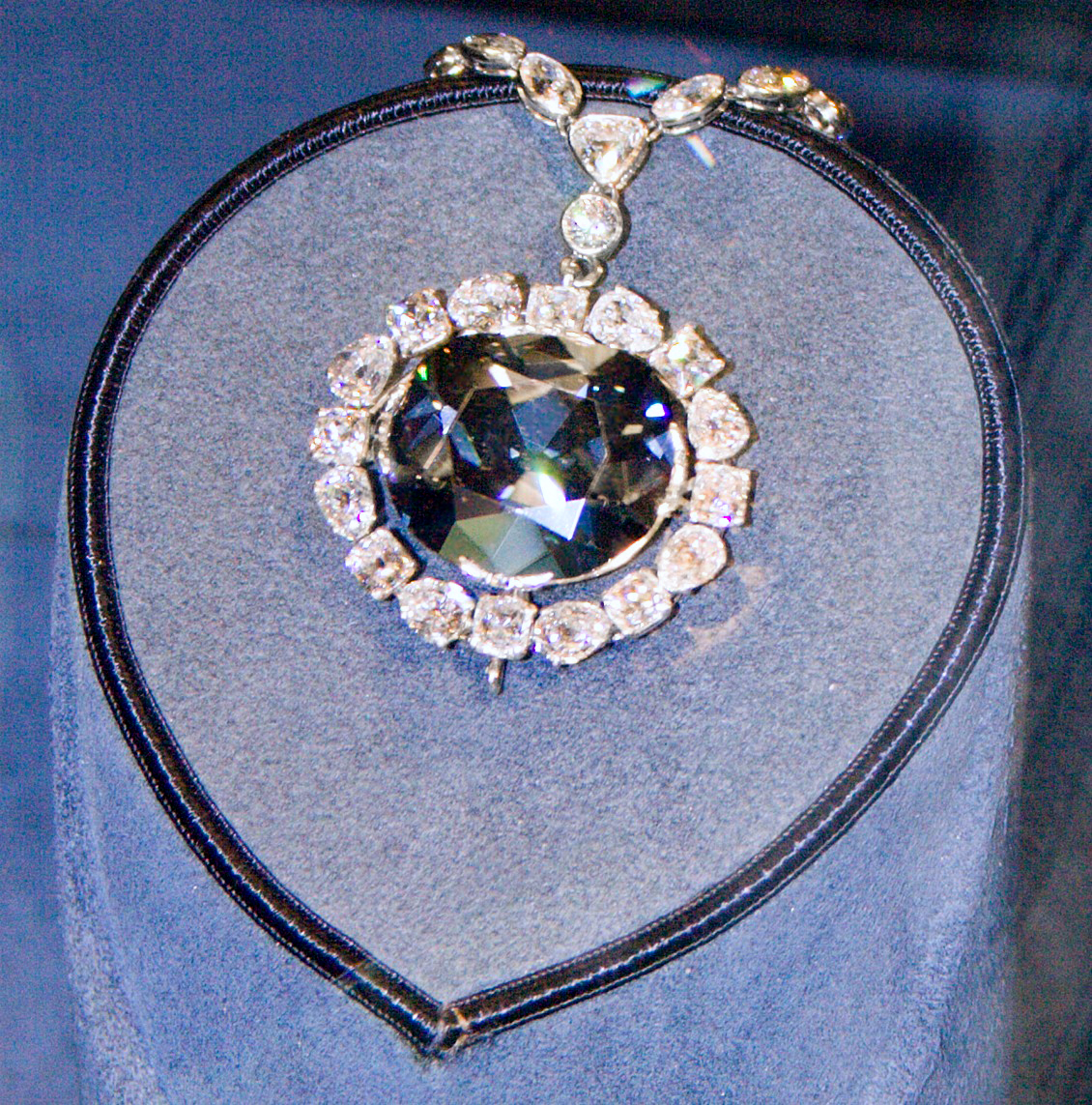
ホープダイヤモンド。他にも中世フランスの宝石などが展示されている。

## その他
- 2019年、ブラジル大統領ジャイル・ボルソナロの訪米が計画された際、博物館において夕食会の開催が検討されていたが、博物館側は大統領が過去に行ったブラジルの軍事政権への称賛、女性や同性愛者ら社会的少数派を攻撃する言動を問題視、使用を拒否するに至った。ニューヨーク市長のビル・デブラシオは、使用を拒否した博物館の姿勢を支持した[1]。